# Newton-sor
A matematikában a Newton-sor egy {\displaystyle a_{n}} változó sorozatának az összege:
{\displaystyle f(s)=\sum _{n=0}^{\infty }(-1)^{n}{s \choose n}a_{n}=\sum _{n=0}^{\infty }{\frac {(-s)_{n}}{n!}}a_{n}}
ahol
{\displaystyle {s \choose n}}
a binomiális együttható, és {\displaystyle (s)_{n}} a növekvő faktoriális (Pochhammer-függvény).
A Newton-sort Isaac Newton angol fizikus, matematikus, csillagász, filozófus és alkimistáról nevezték el.
A Newton-sor számos matematikai tételben szerepel:
- Binomiális tétel
- Digamma-függvény
- Másodfajú Stirling-számok
- Nörlund–Rice-integrál
- Szögfüggvények
- Analitikus számelmélet
- Carlson-tétel